# Nina Chruszczowa

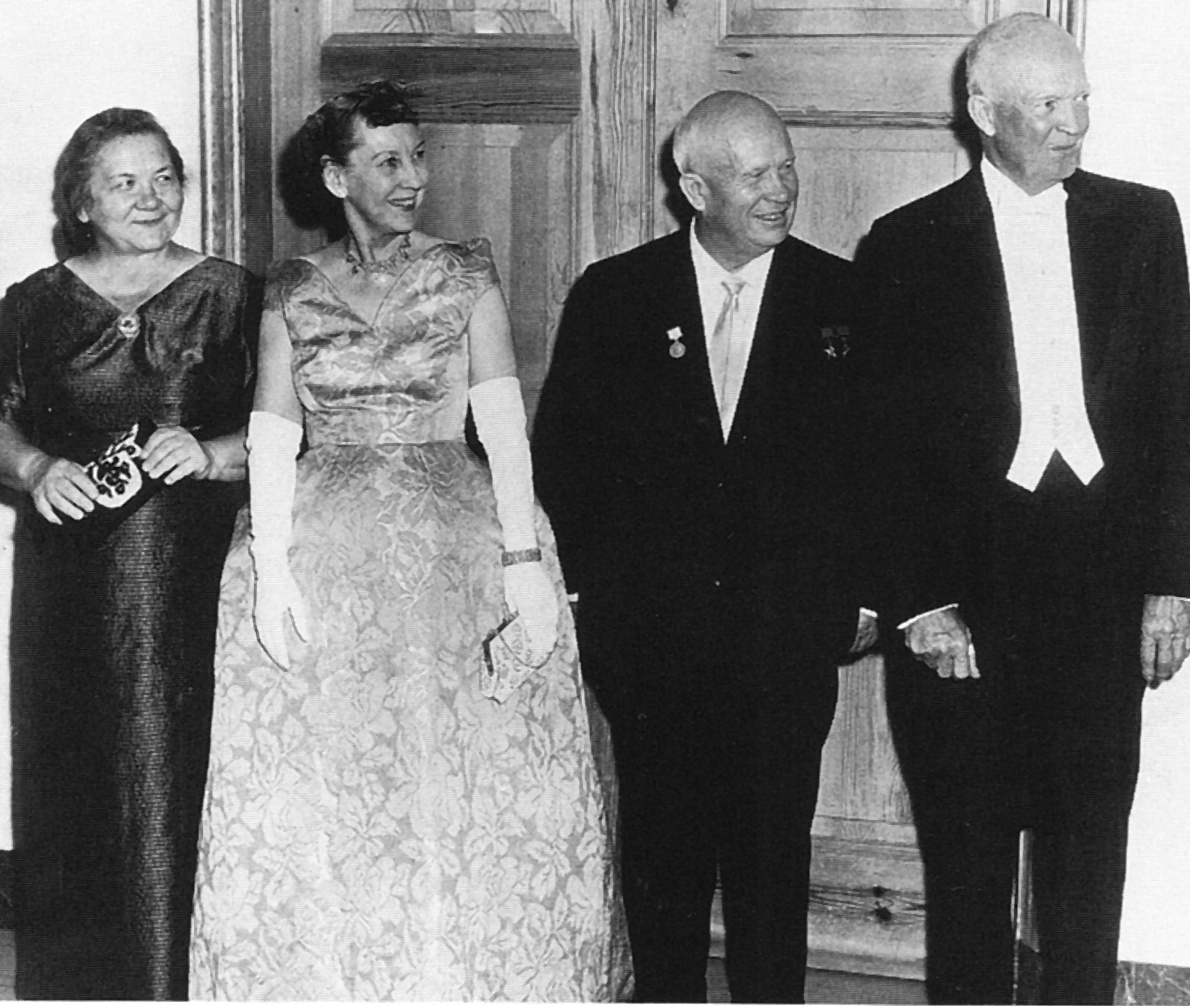
Od lewej strony stoją: Nina Chruszczowa, Mamie Eisenhower, Nikita Chruszczow, Dwight Eisenhower (1959)

Nina Petriwna Chruszczowa, z domu Kucharczuk, ukr. Ніна Петрівна Кухарчук-Хрущова (ur. 14 kwietnia 1900 w Wasylowie k. Tomaszowa Lubelskiego, zm. 13 sierpnia 1984 w Moskwie) – partnerka życiowa i w ostatnich latach jego życia żona przywódcy ZSRR Nikity Chruszczowa.

## Życiorys
Wywodziła się z rodziny chłopskiej pochodzenia łemkowskiego.
Studiowała w Odessie i Moskwie, nauczała w szkołach partyjnych. Potrafiła porozumiewać się po rosyjsku, ukraińsku, polsku, francusku oraz angielsku. Od 1924 była związana z Nikitą Chruszczowem, lecz dopiero w 1965 roku, na sześć lat przed jego śmiercią, para zdecydowała się sformalizować swój związek. Ich dzieci to:
- Rada Adżubej (1929–2016), żona redaktora naczelnego gazety „Izwiestija” Aleksieja Adżubeja, syna Niny Adżubej, projektantki ubrań dla żon członków Politbiura[3].
- Siergiej Chruszczow (1935–2020), profesor, inżynier systemów rakietowych, który od 1990 przebywał w USA i w kwietniu 1993 uzyskał prawo stałego pobytu[4],
- Elena (1937–1972), naukowiec.

Od 1944 do 1947 Nikita Chruszczow był premierem Ukraińskiej SRR, w latach 1953–1964 jej mąż był I Sekretarzem KC KPZR, a od 1958 – również premierem ZSRR. Nina Chruszczowa była pierwszą małżonką przywódcy państwa radzieckiego, która towarzyszyła mu w oficjalnych przyjęciach w kraju i za granicą.
We wrześniu 1939 odnalazła we Lwowie rodziców (niewidzianych od 1920).
Nina Chruszczowa zmarła 13 sierpnia 1984 i została pochowana na moskiewskim Cmentarzu Nowodziewiczym.